# ویوریی
ویوریی (به لاتین: Veiveriai) یک منطقهٔ مسکونی در لیتوانی است که در Prienai district municipality واقع شده‌است.

## خصوصیات
ویوریی ۱٬۱۰۰ نفر جمعیت دارد.